# Halowe Mistrzostwa Europy w Lekkoatletyce 2013 – bieg na 3000 m mężczyzn
Bieg na 3000 metrów mężczyzn – jedna z konkurencji rozegranych podczas halowych lekkoatletycznych mistrzostw Europy w hali Scandinavium w Göteborgu.

## Rekordy
| Rekord świata                        | Daniel Komen    | 7:24,90 | Budapeszt, Węgry    | 6 lutego 1998  |
| Rekord Europy                        | Sergio Sánchez  | 7:33,41 | Walencja, Hiszpania | 13 lutego 2010 |
| Rekord mistrzostw Europy             | Mohamed Farah   | 7:40,17 | Turyn, Włochy       | 7 marca 2009   |
| Najlepszy wynik na świecie w sezonie | Galen Rupp      | 7:30,16 | Sztokholm, Szwecja  | 21 lutego 2013 |
| Najlepszy wynik w Europie w sezonie  | Hayle İbrahimov | 7:39,59 | Sztokholm, Szwecja  | 21 lutego 2013 |

## Terminarz
| Data    | Godzina |            |
| ------- | ------- | ---------- |
| 1 marca | 12:35   | Eliminacje |
| 2 marca | 18:20   | Finał      |

## Rezultaty
| NR – rekord kraju \| WL – najlepszy tegoroczny wynik na listach światowych \| EL – najlepszy tegoroczny wynik na listach europejskich |
| SB – najlepszy wynik w sezonie \| PB – rekord życiowy                                                                                 |

### Eliminacje
Rozegrano 2 biegi eliminacyjne, do których przystąpiło 22 biegaczy. Awans do finału dawało zajęcie jednego z pierwszych czterech miejsc w swoim biegu (Q). Skład finału uzupełniło czterech zawodników z najlepszymi czasami wśród przegranych (q).

#### Bieg 1
| Poz. | Tor | Zawodnik            | Reprezentacja | Czas    | Uwagi |
| ---- | --- | ------------------- | ------------- | ------- | ----- |
| 1    | 4   | Ciarán O’Lionáird   | Irlandia      | 7:55,12 | Q     |
| 2    | 1   | Florian Carvalho    | Francja       | 7:55,58 | Q     |
| 3    | 7   | Polat Kemboi Arıkan | Turcja        | 7:55,64 | Q     |
| 4    | 5   | Henrik Ingebrigtsen | Norwegia      | 7:55,77 | Q     |
| 5    | 2   | Lander Tijtgat      | Belgia        | 7:55,93 | q,    |
| 6    | 9   | Adil Bouafif        | Szwecja       | 7:58,29 | q,    |
| 7    | 8   | Andriej Safronow    | Rosja         | 7:59,17 | q     |
| 8    | 11  | Stephen Scullion    | Irlandia      | 8:00,78 |       |
| 9    | 6   | Iwan Strebkow       | Ukraina       | 8:04,23 | PB    |
| —    | 3   | Barnabás Bene       | Węgry         | —       | DNF   |
| —    | 10  | Carlos Alonso       | Hiszpania     | —       | DSQ   |

#### Bieg 2
| Poz. | Tor | Zawodnik               | Reprezentacja | Czas    | Uwagi |
| ---- | --- | ---------------------- | ------------- | ------- | ----- |
| 1    | 4   | Hayle İbrahimov        | Azerbejdżan   | 7:50,55 | Q     |
| 2    | 3   | Yoann Kowal            | Francja       | 7:55,61 | Q     |
| 3    | 11  | Roberto Alaiz          | Hiszpania     | 7:55,82 | Q     |
| 4    | 2   | Juan Carlos Higuero    | Hiszpania     | 7:55,98 | Q     |
| 5    | 8   | Halil Akkaş            | Turcja        | 7:56,08 | q,    |
| 6    | 6   | Mateusz Demczyszak     | Polska        | 7:59,41 |       |
| 7    | 7   | Hans Kristian Fløystad | Norwegia      | 8:01,58 | PB    |
| 8    | 5   | Johan Hydén            | Szwecja       | 8:02,20 | PB    |
| 9    | 9   | Abdellah Haidane       | Włochy        | 8:03,20 |       |
| 10   | 1   | Albert Minczér         | Węgry         | 8:17,25 |       |
| 11   | 10  | John Travers           | Irlandia      | 8:23,83 |       |

### Finał
| Poz. | Tor | Zawodnik            | Reprezentacja | Czas    | Uwagi |
| ---- | --- | ------------------- | ------------- | ------- | ----- |
|      | 3   | Hayle İbrahimov     | Azerbejdżan   | 7:49,74 |       |
|      | 9   | Juan Carlos Higuero | Hiszpania     | 7:50,26 |       |
|      | 5   | Ciarán O’Lionáird   | Irlandia      | 7:50,40 | PB    |
| 4    | 11  | Yoann Kowal         | Francja       | 7:50,89 |       |
| 5    | 4   | Florian Carvalho    | Francja       | 7:53,23 |       |
| 6    | 8   | Halil Akkaş         | Turcja        | 7:54,89 | SB    |
| 7    | 10  | Roberto Alaiz       | Hiszpania     | 7:55,12 |       |
| 8    | 12  | Lander Tijtgat      | Belgia        | 7:55,59 | PB    |
| 9    | 2   | Adil Bouafif        | Szwecja       | 7:59,81 |       |
| 10   | 6   | Polat Kemboi Arıkan | Turcja        | 8:00,72 |       |
| 11   | 1   | Henrik Ingebrigtsen | Norwegia      | 8:02,45 |       |
| 12   | 7   | Andriej Safronow    | Rosja         | 8:15,37 |       |